# Hexokinase 1
Hexokinase 1 (HK1) ist ein Enzym, das beim Menschen durch das HK1-Gen auf Chromosom 10 codiert wird und gehört zur Gruppe der Hexokinasen. Hexokinasen phosphorylieren Glucose, um Glucose-6-phosphat (G6P) zu produzieren und somit den ersten Schritt in den meisten Glucosestoffwechselwegen markieren. Das Gen codiert für eine allgegenwärtige Form der Hexokinase, die an der äußeren Membran der Mitochondrien lokalisiert ist.
Mutationen in diesem Gen wurden mit einer hämolytischen Anämie aufgrund eines Hexokinasemangels in Verbindung gebracht. Alternatives Spleißen dieses Gens führt zu fünf Transkriptvarianten, die verschiedene Isoformen codieren, von denen einige gewebespezifisch sind. Jede Isoform hat einen unterschiedlichen N-Terminus; der Rest des Proteins ist bei allen Isoformen identisch. Eine sechste Transkriptvariante wurde beschrieben, aber aufgrund des Vorhandenseins mehrerer Stopcodons wird nicht angenommen, dass sie ein Protein codiert.

## Struktur
Hexokinase 1 ist eine von vier hochhomologen Hexokinase-Isoformen in Säugetierzellen.

### Gen
Das HK1-Gen umfasst ungefähr 131 kb und besteht aus 25 Exons. Alternatives Spleißen seiner 5′-Exons erzeugt verschiedene Transkripte in verschiedenen Zelltypen: Exons 1-5 und Exon 8 (Exons T1-6) sind Testis-spezifische Exons; Exon 6, das sich etwa 15 kb „stromabwärts“ (engl. downstream) der Testis-spezifischen Exons befindet, ist das Erythroid-spezifische Exon (Exon R); und Exon 7, das sich etwa 2,85 kb stromabwärts von Exon R befindet, ist das erste 5′-Exon für die allgegenwärtig exprimierte HK1-Isoform. Darüber hinaus codiert Exon 7 die in HK1-Genen der Säugetiere konservierte Porin-Bindungsdomäne (PBD). Die restlichen 17 Exons teilen sich alle HK1-Isoformen.
Zusätzlich zu Exon R ist ein Abschnitt des proximalen Promotors, der ein GATA-Element, eine SP1-Stelle, eine CCAAT-Nukleotidsequenz und ein Ets-Bindungsmotiv enthält, für die Expression von Hexokinase R (HK-R) in Erythrozyten erforderlich.

### Protein
Das HK1-Gen codiert für ein 100 kDa schweres Homodimer mit einer regulatorischen N-terminalen Domäne (Reste 1–475), einer katalytischen C-terminalen Domäne (Reste 476–917) und einer α-Helix, die die beiden Untereinheiten verbindet. Beide Enddomänen bestehen aus einer großen Unterdomäne und einer kleinen Unterdomäne. Die flexible Region der C-terminalen großen Unterdomäne (Reste 766–810) kann verschiedene Positionen einnehmen und soll mit der ATP-Base Adenin interagieren.
Darüber hinaus binden Glucose und Glucose-6-phosphat in enger Nachbarschaft an den N- und C-terminalen Domänen und stabilisieren einen gemeinsamen Konformationszustand der C-terminalen Domäne. Gemäß einem Modell wirkt Glucose-6-phosphat als allosterischer Inhibitor, der die N-terminale Domäne bindet, um ihre geschlossene Konformation zu stabilisieren, die dann eine Konformation der flexiblen C-terminalen Unterdomäne stabilisiert, die ATP blockiert. Ein zweites Modell besagt, dass Glucose-6-phosphat als aktiver Inhibitor fungiert, der die geschlossene Konformation stabilisiert und mit ATP um die C-terminale Bindungsstelle konkurriert. Die Ergebnisse mehrerer Studien legen nahe, dass der C-Terminus sowohl katalytisch als auch regulierend wirken kann. Währenddessen fehlt dem hydrophoben N-Terminus die enzymatische Aktivität, jedoch enthält er die G6P-Regulierungsstelle und das PBD, das für die Stabilität des Proteins und die Bindung an die äußere Mitochondrienmembran (OMM) verantwortlich ist.

## Funktion
Als eine von zwei Isoformen der Hexokinase und als Mitglied der Zuckerkinasefamilie (Kinasen, die Hydroxygruppen von Zuckermolekülen phosphorylieren) katalysiert die Hexokinase 1 den geschwindigkeitsbestimmenden und ersten obligatorischen Schritt des Glucosestoffwechsels, bei dem es sich um die ATP-abhängige Phosphorylierung von Glucose zu Glucose-6-phosphat handelt. Physiologische Konzentrationen an Glucose-6-phosphat können diesen Prozess regulieren, indem sie HK1 als negative Rückkopplung hemmen, obwohl anorganisches Phosphat (Pi) die G6P-Hemmung lindern kann. Im Gegensatz zu HK2 und HK3 wird HK1 nicht direkt von Pi reguliert, was besser zu seiner allgegenwärtigen katabolen Rolle passt. Durch die Phosphorylierung von Glucose verhindert HK1 effektiv, dass Glucose die Zelle verlässt und bindet so Glucose an den Energiestoffwechsel.
Darüber hinaus fördert seine Lokalisierung und Bindung an die äußere Mitochondrienmembran die Kopplung der Glykolyse an die mitochondriale oxidative Phosphorylierung, wodurch die ATP-Produktion durch direktes Recycling von mitochondrialem ATP/ADP erheblich gesteigert wird, um den Energiebedarf der Zelle zu decken. Insbesondere bindet OMM-gebundenes HK1 an VDAC1, um die Öffnung der mitochondrialen Permeabilitäts-Transitions-Pore (mPTP) auszulösen und mitochondriales ATP freizusetzen, um den glykolytischen Prozess weiter zu befeuern.
Eine weitere wichtige Funktion von OMM-gebundenem HK1 ist das Überleben der Zellen und der Schutz vor oxidativen Schäden. Die Aktivierung der Proteinkinase B wird durch HK1-VDAC1-Kopplung als Teil des intrazellulären Signalwegs zwischen der Wachstumsfaktor-vermittelten Phosphoinositid-3-Kinase (PI3) und dem intrazellulären Zellüberleben der Proteinkinase B ermöglicht, wodurch die Freisetzung von Cytochrom c und die anschließende Apoptose verhindert werden. Tatsächlich gibt es Hinweise darauf, dass sich die VDAC-Bindung durch das anti-apoptotische HK1 und durch die pro-apoptotische Kreatinkinase sich gegenseitig ausschließen, was darauf hinweist, dass das Fehlen von HK1 die Bindung und Öffnung von VDAC durch Kreatinkinase ermöglicht. Darüber hinaus zeigt HK1 eine anti-apoptotische Aktivität, indem es am OMM befindliche Bcl-2-Proteine antagonisiert, die dann die TNF-induzierte Apoptose hemmen.
Im präfrontalen Kortex bildet HK1 mutmaßlich mit EAAT2, Na+/K+-ATPase und Aconitase einen Proteinkomplex, der dazu dient, Glutamat aus dem perisynaptischen Raum zu entfernen und niedrige Basalspiegel im synaptischen Spalt aufrechtzuerhalten.
Insbesondere ist HK1 die am häufigsten exprimierte Isoform unter den vier Hexokinasen und wird in den meisten Geweben konstitutiv exprimiert, obwohl es hauptsächlich in Gehirn, Nieren und roten Blutkörperchen vorkommt. Die hohe Häufigkeit von HK1 in der Netzhaut, insbesondere im Innensegment des Photorezeptors, in der äußeren plexiformen Schicht, in der inneren Körnerschicht, in der inneren plexiformen Schicht und in der Ganglienzellenschicht bestätigt den entscheidenden metabolischen Zweck. Es wird auch in Zellen exprimiert, die von hämatopoetischen Stammzellen wie Erythrozyten, Leukozyten und Thrombozyten sowie von Erythroid-Vorläuferzellen stammen. Bemerkenswerterweise ist HK1 die einzige Hexokinase-Isoform in Zellen und Geweben, deren Funktion am stärksten vom Glucosestoffwechsel abhängt, einschließlich Gehirn, Erythrozyten, Thrombozyten, Leukozyten und Fibroblasten. Bei Ratten ist es auch die vorherrschende Hexokinase im fetalen Gewebe, wahrscheinlich aufgrund ihrer konstitutiven Glucoseverwertung.

## Klinische Bedeutung
Mutationen in diesem Gen sind mit dem Typ 4G des Morbus Charcot-Marie-Tooth assoziiert, die auch als erbliche motorische und sensorische Neuropathie vom Russe-Typ (HMSNR) bezeichnet wird. Aufgrund der entscheidenden Rolle von HK1 bei der Glykolyse wurde ein Hexokinasemangel als Ursache für Erythroenzymopathien identifiziert, die mit einer hereditären nicht-sphärozytären hämolytischen Anämie (HNSHA) assoziiert sind. Ebenso hat ein HK1-Mangel zu einer Schädigung der weißen Substanz, Missbildungen, psychomotorischen Retardierungen sowie zu latentem Diabetes mellitus und Panmyelopathie geführt. HK1 ist  in Krebsarten stark exprimiert und seine anti-apoptotischen Wirkungen wurden in hochglykolytischen Hepatomzellen beobachtet.

### Neurodegenerative Erkrankungen
HK1 kann kausal mit affektiven und psychotischen Störungen, einschließlich unipolarer Depression (UPD), bipolarer Störung (BPD) und Schizophrenie verbunden sein, und zwar sowohl über seine Rolle beim Energiestoffwechsel als auch über das Überleben der Zellen. Beispielsweise resultiert die Anreicherung von Lactat im Gehirn von BPD- und Schizophrenie-Patienten möglicherweise aus der Entkopplung von HK1 von der OMM und in der Folge aus der Glykolyse durch mitochondriale oxidative Phosphorylierung. Im Fall von Schizophrenie führte eine verminderte HK1-Bindung an das OMM im parietalen Kortex zu einer verminderten Glutamat-Wiederaufnahmekapazität und damit zu einem Glutamat-Überlauf aus den Synapsen. Das freigesetzte Glutamat aktiviert extrasynaptische Glutamatrezeptoren, was zu einer veränderten Struktur und Funktion der Glutamat-Neurokreisläufe, synaptischer Plastizität, Frontalhirnsyndrom und letztendlich zu den für die Schizophrenie charakteristischen kognitiven Defiziten führt.
In ähnlicher Weise wurde die Ablösung von HK1 in Mitochondrien mit einer Schilddrüsenunterfunktion in Verbindung gebracht, die eine abnormale Gehirnentwicklung und ein erhöhtes Risiko für Depressionen mit sich bringt, während ihre Anhaftung an Mitochondrien zu neuronalem Wachstum führt. Bei der Parkinson-Krankheit stört die HK1-Ablösung vom VDAC durch Parkin-vermittelte Ubiquitinierung und Degradation die mPTP an depolarisierten Mitochondrien, wodurch die mitochondriale Lokalisierung von Parkin blockiert und die Glykolyse gestoppt wird. Weitere Untersuchungen sind erforderlich, um die relative HK1-Ablösung zu bestimmen, die bei verschiedenen Zelltypen für verschiedene psychische Störungen erforderlich ist. Die Forschung kann auch dazu beitragen, Therapien zu entwickeln, die auf die Ursachen der Ablösung von HK1 von der OMM abzielen, von Genmutationen bis hin zu Störungen durch Faktoren wie das Beta-Amyloid-Peptid und Insulin.

### Retinopathia pigmentosa
Eine heterozygote missense-Mutation im HK1-Gen (eine Veränderung an Position 847 von Glutamat zu Lysin) wurde mit Retinopathia pigmentosa in Verbindung gebracht. Da sich diese Substitutionsmutation weit entfernt von bekannten funktionellen Stellen befindet und die glykolytische Aktivität des Enzyms nicht beeinträchtigt, ist es wahrscheinlich, dass die Mutation über einen anderen biologischen Mechanismus wirkt, der für die Netzhaut einzigartig ist.
Untersuchungen an der Netzhaut von Mäusen zeigen Wechselwirkungen zwischen dem Maus-Gen Hk1, dem mitochondrialen Metallchaperon Cox11 und dem Chaperonprotein Ranbp2, die zur Aufrechterhaltung eines normalen Stoffwechsels und einer normalen Funktion in der Netzhaut der Maus dienen. Daher kann die Mutation diese Wechselwirkungen stören und zum Abbau der Netzhaut führen. Alternativ könnte diese Mutation die anti-apoptotische Funktion des Enzyms beeinflussen, da eine Störung der Regulation der Hexokinase-Mitochondrien-Assoziation durch Insulinrezeptoren die Apoptose von Photorezeptoren und die Degeneration der Netzhaut auslösen könnte. In diesem Fall könnten Behandlungen, bei denen die Hexokinase-Mitochondrien-Assoziation erhalten bleibt, als potenzieller therapeutischer Ansatz dienen.